# إمدادات المياه ونظام الصرف الصحي في سنغافورة
تتميز إمدادات المياه ونظام الصرف الصحّي في سنغافورة بعدد من الإنجازات في البيئة الصعبة لجزيرة كثيفة السكان. يُعد الحصول على المياه أمرًا ذو أهمية عالمية، وكذلك أن تكون هذه المياه بأسعار معقولة، وفعالة وذات جودة عالية. أُدخلت نُهج مبتكرة ومبدعة لإدارة المياه، مثل إعادة استخدام المياه المُعالجة مسبقًا وإنشاء مناطق محمية في مستجمعات مياه الأمطار الحضرية واستخدام مصبات الأنهار كخزانات للمياه العذبة جنبًا إلى جنب مع تحلية مياه البحر من أجل تقليل اعتماد الدولة على المياه المستوردة من دولة ماليزيا المجاورة.
لا يعتمد نهج سنغافورة فقط على البنية التحتية المادية، ولكنه يؤكد أيضًا على التشريعات والتطبيق المناسبين، وتسعير المياه، والتعليم العام، وكذلك البحث والتطوير. في عام 2007، حصلت مؤسسة المرافق العامة المعنية بالمياه والصرف الصحي في سنغافورة، مجلس المرافق العامة، على جائزة صناعة ستوكهولم للمياه عن نهجها الشامل لإدارة موارد المياه.

## تاريخ

### إمدادات المياه المحلية وأول واردات المياه خلال فترة الاستعمار (حتى 1979)
بدأ تاريخ إمدادات المياه المشتركة في سنغافورة مع إنشاء خزان مياه ماكريتشي، الذي بناه البريطانيون في عام 1866. أُنهي خزان مياه بيرس السفلي وخزان مياه سيلتر العلوي في عام 1913 و1949 على التوالي، من أجل تزويد التحديث السريع للمدينة الاستعمارية بالمياه الكافية. في عام 1927، وقعت القيادة البلدية لسنغافورة والسلطان إبراهيم حاكم ولاية ومناطق جوهر في ملايو المجاورة اتفاقية سمحت لسنغافورة باستئجار أرض في جوهر واستخدام مياهها مجانًا. بدأت وزارة المياه المحلية، تحت إدارة ديفيد جي مورنان في استيراد المياه غير المعالجة من غونونغ بولاي في عام 1927 وفلترة المياه في 31 ديسمبر 1929. تضاعفت تنقية المياه وطاقة الأنابيب من غونونغ بولاي في عام 1939. بُني خط أنابيب آخر لإعادة كمية أصغر من المياه المعالجة إلى جوهر. خلال معركة سنغافورة في عام 1942، فُجر الجسر الذي يربط سنغافورة بملايو والذي يحمل خط الأنابيب أثناء انسحاب القوات البريطانية، وبالتالي تدمر خط الأنابيب دون قصد، ما ترك سنغافورة مع احتياطيات مياه يمكن أن تستمر لمدة أسبوعين على الأكثر. وفقًا للي كوان يو، كان هذا أحد دوافعه لتصور الاكتفاء الذاتي من المياه في سنغافورة لاحقًا عندما أصبح رئيسًا للوزراء في دولة المدينة.

### توسيع واردات المياه من ماليزيا والخزانات المحلية (1965-1997)
بعد الحرب، استمرت سنغافورة في النمو بسرعة وكان هناك حاجة إلى المزيد من المياه للحفاظ على نمو المدينة. استُبدلت اتفاقية عام 1927 باتفاقيتين جديدتين وُقعتا في عام 1961 و1962 بين الاتحاد المستقل لملايو وإقليم سنغافورة البريطاني المتمتع بالحكم الذاتي. وقد توقعوا دفع أسعار المياه بالإضافة إلى إيجار الأرض.
بموجب هذه الاتفاقيات، بنت سنغافورة محطتين لمعالجة المياه في البلاد وخط أنابيب جديد وموسع من جوهر. كما زودت سنغافورة جوهر بالمياه المعالجة بتكلفة أقل من معالجتها. في وقت الاتفاقية كان من المتوقع أن تصبح سنغافورة جزءًا من ماليزيا، حيث كانت كذلك لفترة وجيزة بدأت في 1963.
عندما انفصلت سنغافورة عن ماليزيا عام 1965، قال رئيس الوزراء الماليزي تونكو عبد الرحمن «إذا كانت سياسة سنغافورة الخارجية تضر بمصالح ماليزيا، فيمكننا دائمًا الضغط عليها عن طريق التهديد بإغلاق المياه في جوهر». يشير الماليزيون إلى أن هذا البيان يجب أن يُنظر إليه في سياق أن ماليزيا وإندونيسيا كانتا منخرطتين في مواجهة في ذلك الوقت وأن هذه الإشارة تدل على إمكانية انحياز سنغافورة إلى إندونيسيا.
بحسب لي كوان يو كان هذا دافعًا آخر لسنغافورة لمواصلة تطوير مواردها المائية المحلية. لذلك، وبالتوازي مع التوسع التدريجي لاستيراد المياه من جوهر، شرع مجلس المرافق العامة، الذي أُنشئ عام 1963، في بناء المزيد من مخططات المياه داخل سنغافورة. تضمنت سد مصبات الأنهار للسماح بكميات تخزين أكبر. فعلى سبيل المثال، تضمن مخطط كرانجي باندان، الذي اكتمل في عام 1975، سد مصب نهر كرانجي وبناء خزان في باندان. في العام نفسه، انتهى بناء خزان بيرس العلوي. كجزء من مخطط المستجمع الغربي، الذي اكتمل في عام 1981، انهُي بناء أربعة سدود على أنهار أخرى.
في عام 1983، بُني سد عبر مصب نهر سيليتار لتشكيل خزان سيليتار السفلي. لكن هذه الكميات كانت لا تزال غير كافية، وكانت تحلية مياه البحر مكلفة للغاية في ذلك الوقت. ولذلك كانت سنغافورة مهتمة ببناء سد على نهر جوهر في ماليزيا ومحطة معالجة مياه جديدة مرتبطة به. بعد ست سنوات من المفاوضات الصعبة، وقع رئيسا وزراء سنغافورة وماليزيا مذكرة تفاهم في عام 1988 تمهد الطريق لاتفاق في عام 1990 مع جوهر يسمح ببناء السد.

### فشل مفاوضات المياه مع ماليزيا (1998-2002)
في عام 1998، بدأت سنغافورة مفاوضات جديدة مع ماليزيا لتمديد اتفاقيات المياه الخاصة بها إلى ما بعد 2011 و2061 على التوالي. في المقابل، طلبت ماليزيا في البداية زيادة سعر المياه غير المعالجة إلى 60 سِنًا لكل 1000 جالون إمبراطوري (4500 لتر)، وهو ما يعادل 4 سنتات أمريكية لكل متر مكعب.  كان هذا السعر لا يزال أقل بكثير من تكلفة تحلية مياه البحر أو استخراج مياه جديدة. ومع ذلك، في عام 2002، طلبت ماليزيا سعرًا أعلى بكثير قدره 6.4 رينغيت ماليزي لكل 1000 جالون إمبراطوري (4500 لتر) (0.45 دولار أمريكي لكل متر مكعب)، بحجة أن هونج كونج دفعت ما يعادل 8 رينغيت ماليزي لكل 1000 جالون إمبراطوري (4500 لتر) للمياه من الصين.
السعر الجديد الذي اقترحته ماليزيا كان قريباً من سعر المياه المحلاة. وقالت حكومة سنغافورة إن ماليزيا ليس لديها الحق في تغيير أسعار المياه. كما أوضحت أن السعر الذي دفعته هونج كونج يشمل الدفع مقابل البنية التحتية الكبيرة التي تقدمها الصين، في حين أن ماليزيا وفرت فقط إمكانية الوصول إلى المياه غير المعالجة والبنية التحتية اللازمة لنقل المياه داخل ماليزيا التي دفعتها سنغافورة بالكامل. رفضت سنغافورة أخيرًا قبول سعر أعلى وقررت التخلي عن هدفها المتمثل في تمديد الاتفاقيات إلى ما بعد عام 2061. وبدلاً من ذلك، قررت الدولة تحقيق الاكتفاء الذاتي في إمدادات المياه قبل عام 2061 وانتهت المفاوضات في عام 2003 دون نتيجة.

## المستقبل
تريد سنغافورة أن تكون مكتفية ذاتيًا من المياه قبل انتهاء اتفاقية 1962 طويلة الأمد لإمدادات المياه مع ماليزيا في عام 2061. وفقًا لتحليل معهد دراسات جنوب شرق آسيا في عام 2003، ستكون سنغافورة بالفعل مكتفية ذاتيًا من المياه بحلول عام 2011 و «التهديد المائي أقل مما يبدو». ومع ذلك، وفقًا للتوقعات الرسمية، من المتوقع أن يتضاعف الطلب على المياه في سنغافورة من 380 إلى 760 مليون جالون يوميًا بين عامي 2010 و2060. ومن المتوقع أن تأتي الزيادة بشكل أساسي من استخدام المياه غير المنزلية، والذي يمثل 55 بالمئة من الطلب على المياه في 2010 ومن المتوقع أن يصل الطلب إلى نحو 70 بالمئة في عام 2060. وبحلول ذلك الوقت من المتوقع أن يُلبى الطلب على المياه عن طريق المياه المستصلحة بنسبة 50 بالمئة وبنسبة تحلية تبلغ 30 بالمئة، مقارنة بـ 20 بالمئة فقط التي توفرها مستجمعات المياه الداخلية.